# Alfama
Alfama är Lissabons äldsta stadsdel och kännetecknas av smala och krokiga gator och gränder.

## Etymologi
Namnet Alfama härstammar från arabiskans al-hamma (الحمّة; ”varmvattenkälla”).

## Sevärdheter
Stadsdelen är känd för sina gamla gator och gränder och för sina kyrkor.
Den medeltida gatuplanen är bevarad eftersom stadsdelen inte drabbades lika hårt som största delen av Lissabon av jordbävningen 1755.
- Kyrkan Santo Estevão de Alfama (Igreja de Santo Estevão de Alfama; från 1100-talet; ombyggd 1733)
- Aljube Museum – Motstånd och Frihet (Museu do Aljube – Resistência e Liberdade)
- Borgen São Jorge (Castelo de São Jorge; grundlades på 800-talet)
- Katedralen (Sé Catedral; byggd 1147)
- Kyrkan Santo António da Sé (Igreja de Santo António da Sé; byggd på 1400-talet)
- Romerska amfiteatern (Anfiteatro Romano; från 57 e.Kr.)
- Casa dos Bicos (märklig byggnad från 1500-talet)

## Bilder

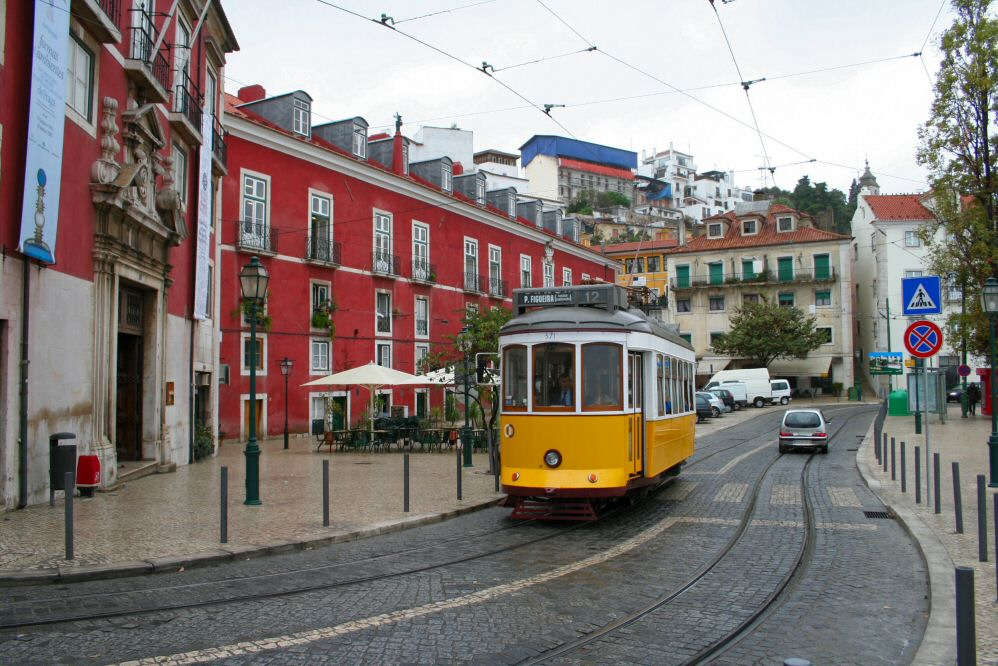
Den gamla spårvagnen.
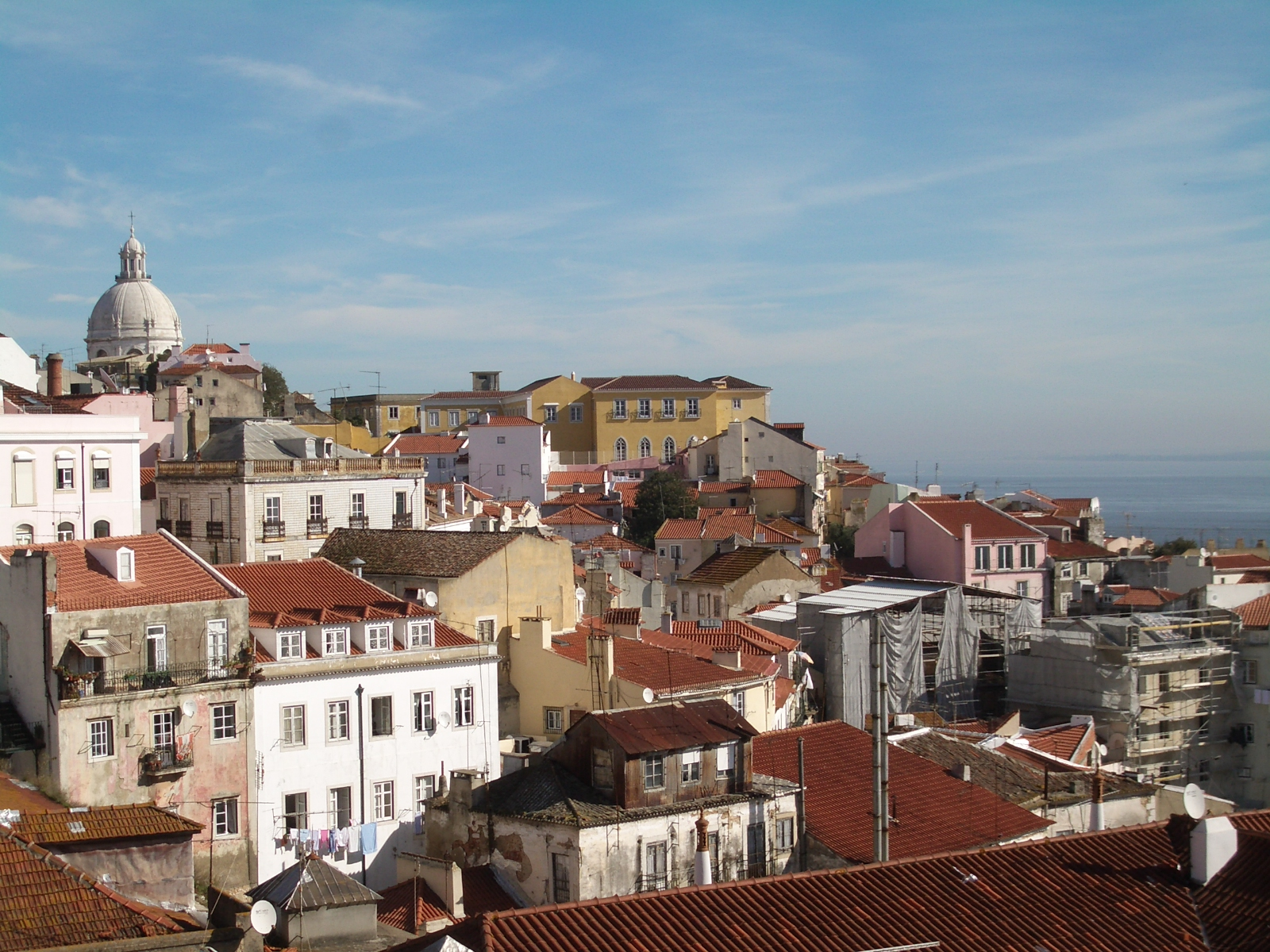
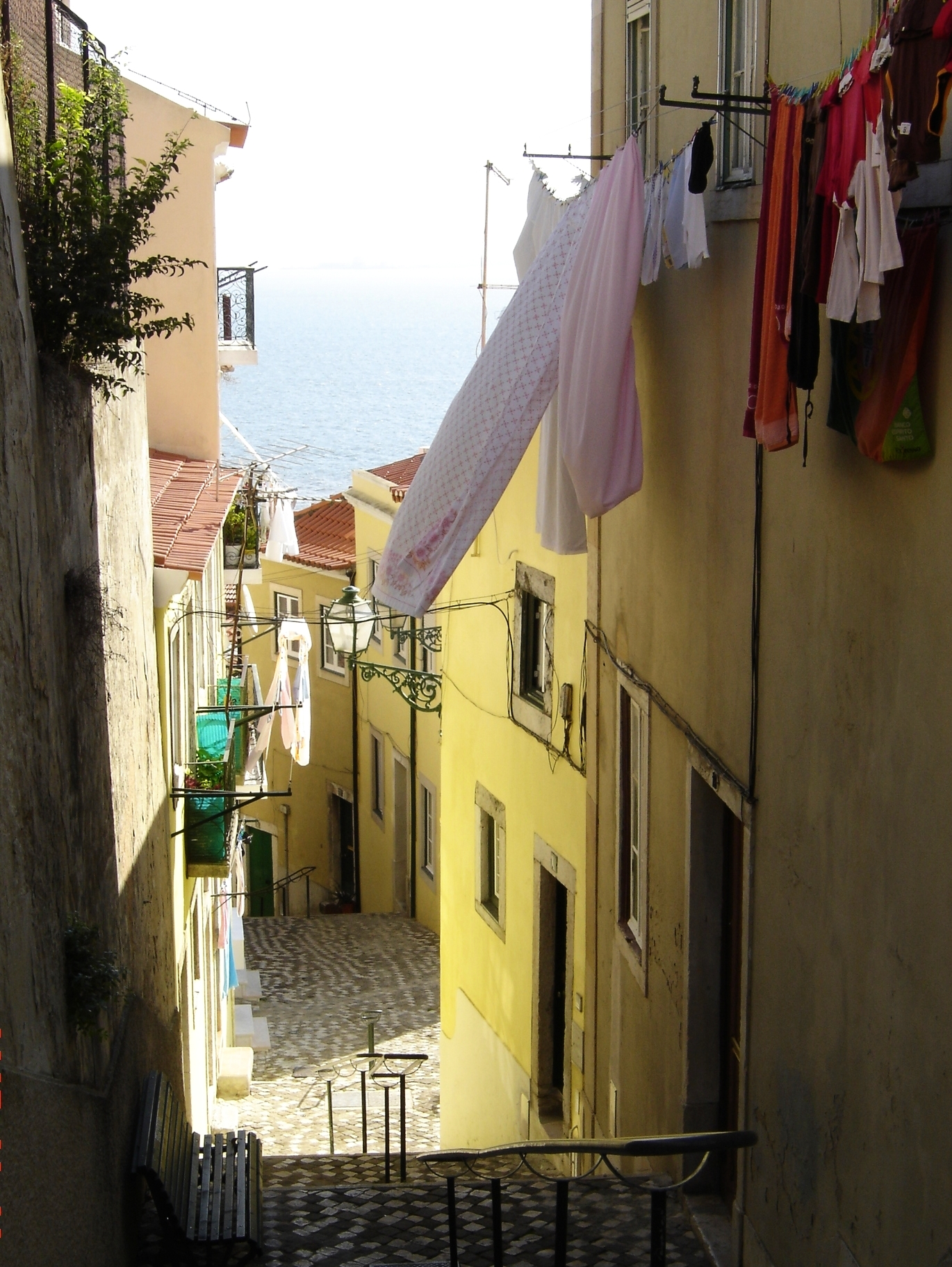
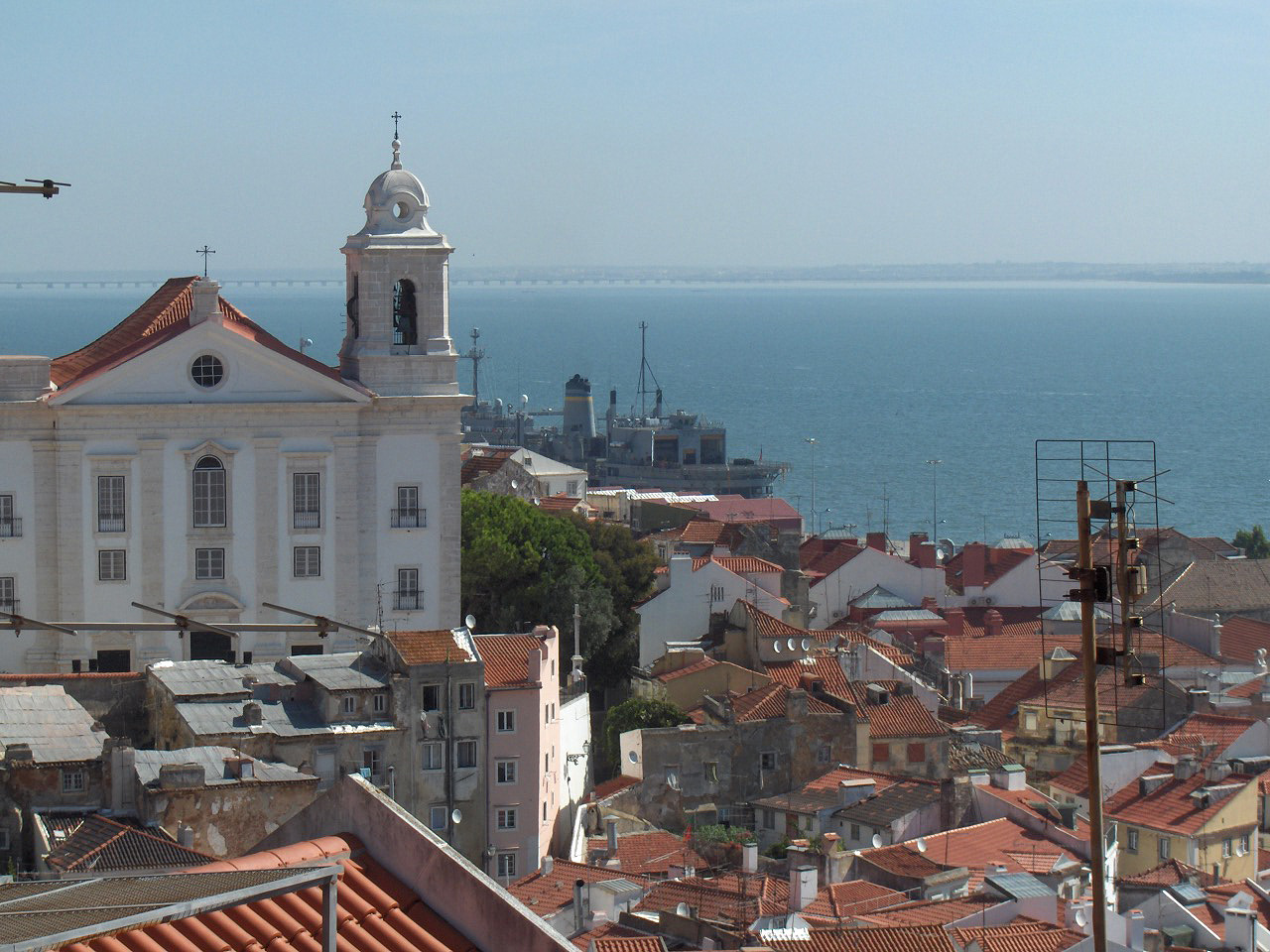
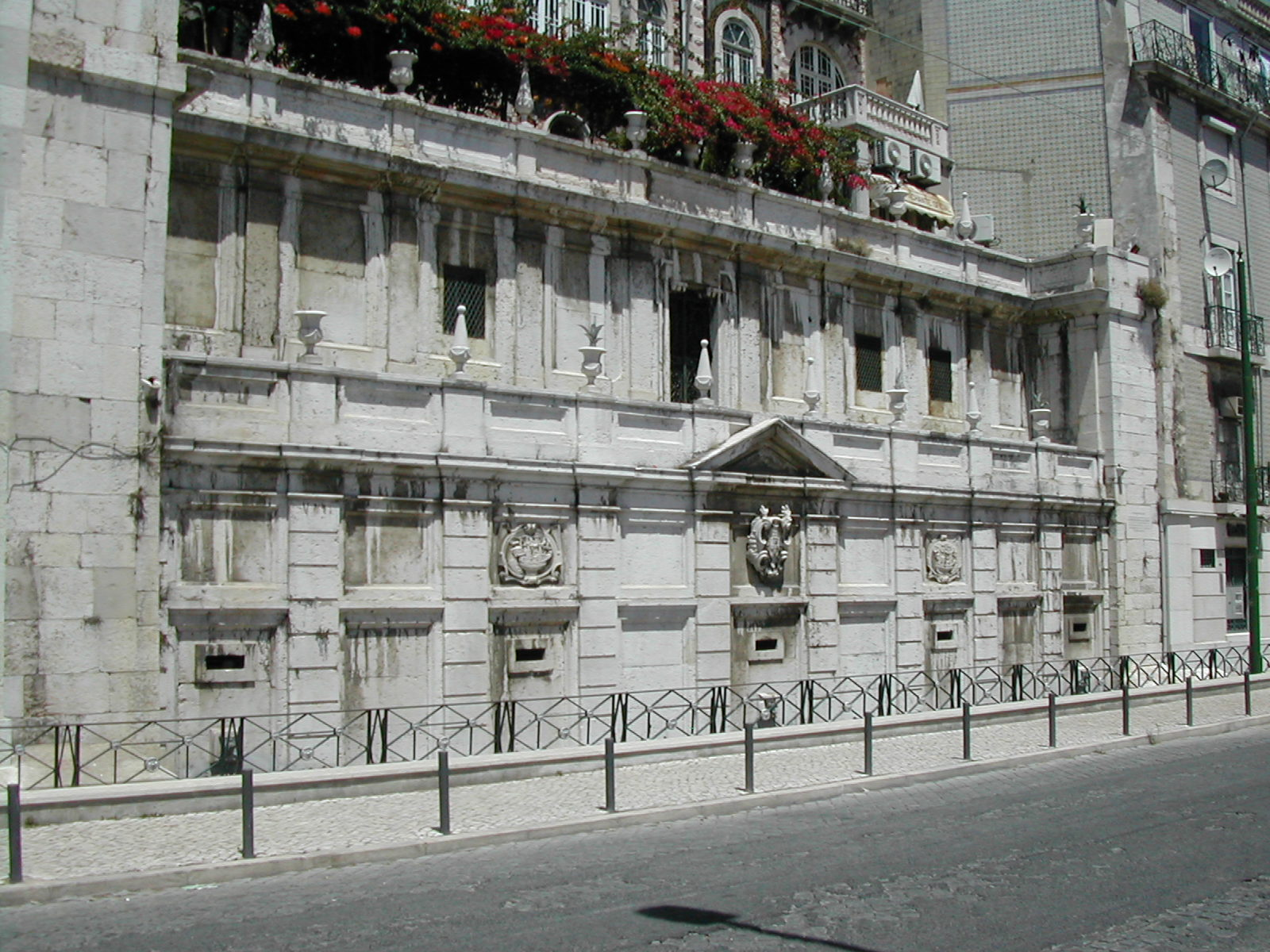
Vattenkällan Chafariz d'El-Rei.
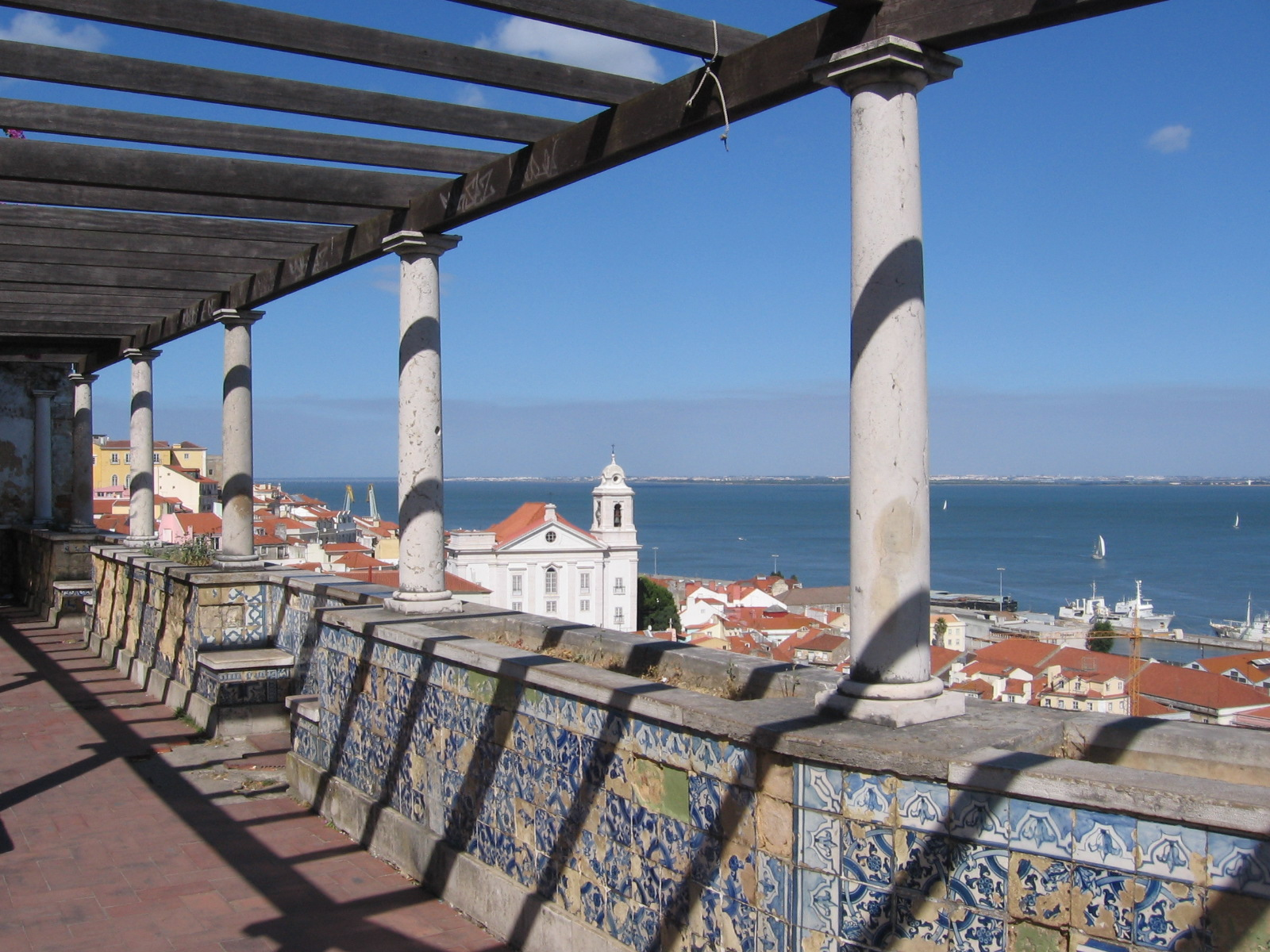
Utsiktspunkten Miradouro de Santa Luzia.